# Kasuya
Kasuya (japanska: 粕屋町?, Kasuya-machi) är en landskommun (köping) i Fukuoka prefektur i Japan. Kommunen gränsar i norr och väster till Fukuoka och är en del av dess storstadsområde.